# Alaa Abdul-Zahra
Alaa Abdul-Zahra Khashan (en arabe : علاء عبدالزهرة خشَان) né le 22 décembre 1987 à Bagdad, est un footballeur irakien, qui joue au poste d'attaquant avec l'équipe d'Irak et le club qatari d'Al-Wakrah. Il est international irakien.

## Statistiques

### En club
| Saison    | Club                 | Pays     | Championnat          | Championnat | Championnat |
| Saison    | Club                 | Pays     | Division             | Matchs      | Buts        |
| --------- | -------------------- | -------- | -------------------- | ----------- | ----------- |
| 2006-2007 | Mes Kerman           | Iran     | Iran Pro League      | 11          | 3           |
| 2007-2008 | Shabab Al-Ordon Club | Jordanie | Jordan League        | 2           | 1           |
| 2007-2008 | Al-Merreikh          | Soudan   | Sudan Premier League | 11          | 11          |
| 2008-2009 | Al-Khor              | Qatar    | Qatar Stars League   | 13          | 5           |
| 2009-2010 | Al-Kharitiyath       | Qatar    | Qatar Stars League   | 22          | 10          |
| 2010-2011 | Al-Kharitiyath       | Qatar    | Qatar Stars League   | 21          | 6           |
| 2011-2012 | Al-Wakrah            | Qatar    | Qatar Stars League   | 4           | 1           |

## Palmarès

### En club
- Avec Al-Zawra'a :
  - Champion d'Irak en 2006.

- Avec Al-Merreikh :
  - Champion du Soudan en 2008.
  - Vainqueur de la Coupe du Soudan en 2008.